# Használat
A használat (használat joga) során a jogosult, valamint együtt élő családtagjai a dolgot szükségleteit meg nem haladó mértékben használhatja és hasznait szedheti.

## A haszonélvezet és a használat
A használat jogosultja csak természetes személy lehet, szemben a haszonélvezetnél, ahol jogi személy is lehet haszonélvező. A haszonélvezettől abban különbözik, hogy a jogosultat a használat és a hasznok szedésének joga csupán szükségleteit meg nem haladó mértékben illeti meg, míg a haszonélvezetnél ilyen korlát nincs. A használat joga továbbá át nem engedhető, így a használónak nincs joga például bérbe adni a dolgot. A használat gyakorlatilag korlátozott haszonélvezet.

## Lakáshasználat
A használat jogának leggyakoribb esete a lakáshasználat, amely arra jogosít, hogy egy épületet, lakrészt lakás céljára használjon a jogosult. A Ptk. ezt a jogot külön nem nevesíti, de a felek a lakáshasználati jogviszonyukat ilyen címen nevesíthetik és az ingatlan-nyilvántartásba bejegyezhetik. A használat joga szerződésen alapszik, a szerződés lehet határozott vagy határozatlan időre szóló.

## A közérdekű használat
Az ingatlan tulajdonosa tűrni köteles, hogy az erre jogszabályban feljogosított személyek – a feladataik ellátásához szükséges mértékben – az ingatlant időlegesen használják, arra használati jogot szerezzenek vagy az azon fennálló tulajdonjogot egyébként korlátozzák. Ebben az esetben az ingatlan tulajdonosát a korlátozás mértékének megfelelő kártalanítás illeti meg.
Ha a korlátozás az ingatlan rendeltetésszerű használatát lehetetlenné teszi vagy jelentős mértékben akadályozza, a tulajdonos az ingatlan kisajátítását kérheti.

## Külső hivatkozások
- Magyarorszag.hu
- Haszonélvezet és használati jog illetéke - Ingatlanok.hu